# Люрса, Андре
Андре́ Люрса́ (фр. André Lurçat; 27 августа 1894, Брюйер — 11 июля 1970, Со) — французский архитектор-функционалист, один из основателей Международного конгресса современной архитектуры.

## Биография
Андре Люрса родился в 1894 году в Брюйере (департамент Вогезы). Его братом был художник Жан Люрса. В 1911 году поступил в Школу изящных искусств в Нанси, где испытал влияние Виктора Пруве. С 1913 по 1923 год изучал архитектуру в Национальной высшей школе изящных искусств в Париже (с перерывом на военную службу).

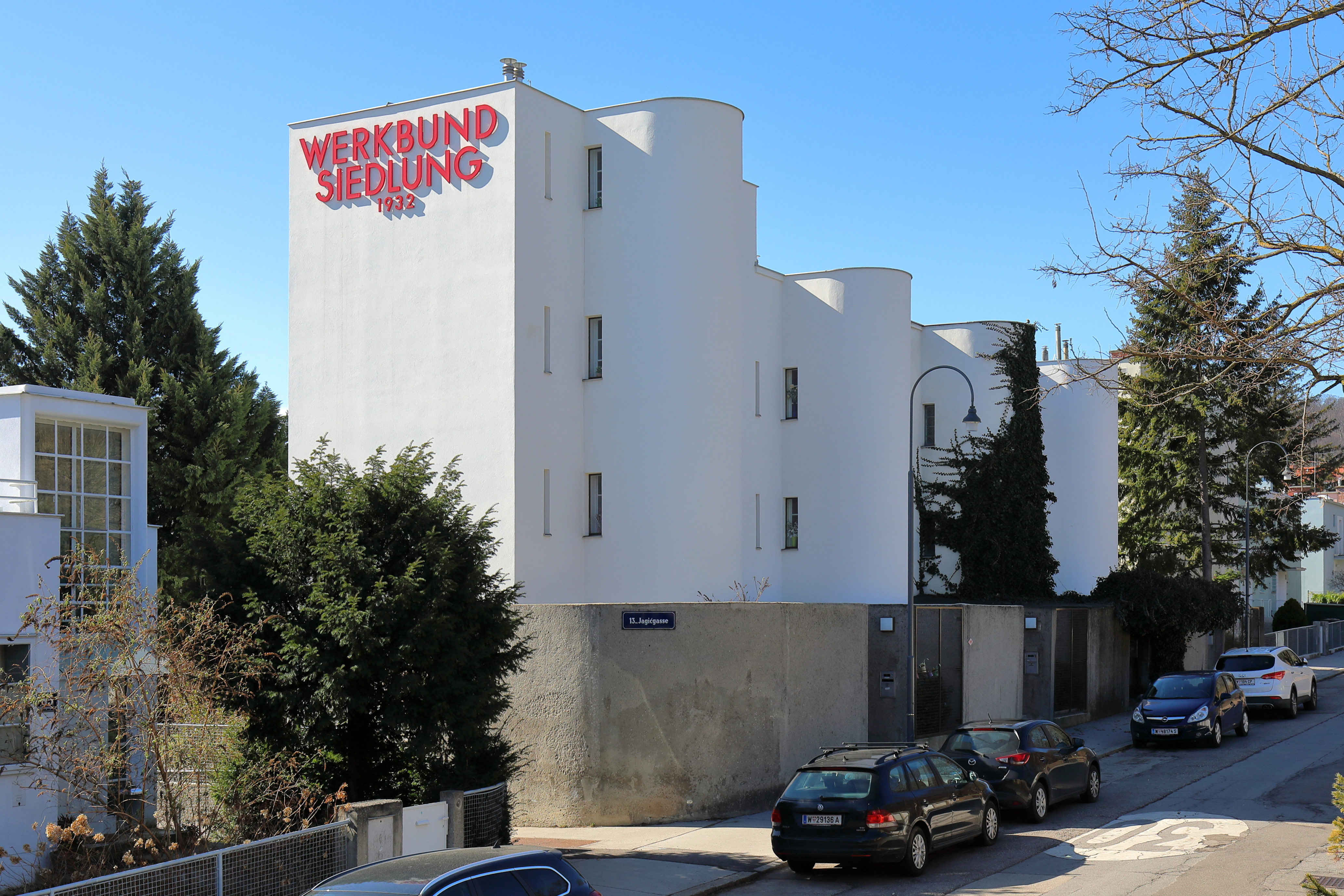
А. Люрса. Жилой массив Веркбунда в Вене. 1932

По окончании обучения работал под началом архитектора Робера Малле-Стивенса. С 1924 по 1926 год, при поддержке Жана Люрса, выполнил заказ на строительство домов художников (так называемая Вилла Сёра) в Париже. В 1926 году Андре Люрса организовал в Нанси архитектурный отдел выставки «Международная архитектура» Комитета «Нанси — Париж», где впервые во Франции была представлена архитектура Баухауса. В 1928 году вошёл, наряду с Ле Корбюзье, в число сооснователей Международного конгресса современной архитектуры. Испытав влияние Баухауса, группы De Stijl и Ле Корбюзье, впоследствии Люрса полемизировал с последним, выступая с позиций «умеренного» модернизма.
В 1933 году Люрса построил школьный комплекс имени Карла Маркса в Вильжюифе, принёсший ему успех и международную известность. В 1934 году архитектор получил приглашение в СССР: это был его первый визит, продлившийся шесть недель. Ненадолго вернувшись во Францию, Люрса затем вновь приехал в Советский Союз и остался на три года. Созданные им проекты остались нереализованными, однако архитектурные произведения Люрса, знакомые советским архитекторам по публикациям в периодике, вероятно, воспринимались некоторыми из них как образец для подражания и оказали влияние на ряд их собственных работ.
В 1937 году Люрса вернулся во Францию, где стал преподавателем Национальной высшей школы декоративных искусств. После начала Второй мировой войны примкнул к движению Сопротивления. 27 марта 1943 года был арестован и помещён в тюрьму; освободился 23 марта 1944 года. С 1945 по 1947 год преподавал в Национальной высшей школе изящных искусств. Наиболее значительными проектами этого периода его карьеры стали жилые кварталы в Сен-Дени и послевоенная реконструкция Мобёжа. В 1953 году была издана его теоретическая работа «Формы, композиция и законы гармонии».
В 1947 года Андре Люрса поселился в Со, где построил для себя дом и мастерские. В этом городе он прожил 27 лет и умер 11 июля 1970 года.